# Уффенорде, Вальтер
Вальтер Уффенорде (нем. Walther Uffenorde; 1 января 1879, Дипхольц — 21 февраля 1947, Марбург) — немецкий врач-отоларинголог, профессор Марбургского университета, председатель Общества немецких врачей-отоларингологов (1936—1937); член НСДАП (с 1933).

## Биография
Вальтер Уффенорде родился 1 января 1879 года в Дипхольце в семье промышленника, занятого производством сигар, Августа Альбрехта Кристиана Уффенорда и его второй жены Регины (в девичестве Харрихаузен). После ранней смерти обоих родителей — в 1879 и 1882 годах — Вальтер воспитывался в семье дяди, помещика Вильгельма Харрихаузена, проживавшего в Гейсмаре, недалеко от Геттингена. С 1889 по 1898 год Вальтер посещал гимназию в Геттингене. Первоначально, в 1898/1899 учебном году, он в течение двух семестров, изучал юриспруденцию в Лейпциге, с целью позже перейти на лесохозяйственное отделение. В связи с заболеванием уха ему было отказано в выбранной специальности. Вместо этого Уффенорде в летнем семестре 1899 года приступил к изучению медицины в Геттингене. Летом 1900 года в Лейпциге он сдал предварительный экзамен на врача; в 1903 году — уже в Геттингене — он сдал государственный экзамен и в том же году стал кандидатом медицинских наук.
После работы в качестве ассистента в отоларингологической поликлинике, Вальтер Уффенорде отправился в Вену, Фрайбург, Галле и Берлин. В 1907 году он получил степень доктора наук в университете Геттингена — его работа была посвящена решётчатой кости. До 1921 года Уффенорде являлся приват-доцентом и старшим врачом в Геттингене (был назначен профессором в 1912 году). С 1914 по 1916 год он заведовал отделением отоларингологии в Геттингенском университете и был врачом (нем. Facharzt) XI-го армейского корпуса. В 1916—1917 годах он, вместе с полевым госпиталем, побывал во Франции и в России.
В 1921 году Уффенорде получил должность адъюнкт-профессора в Бонне, где в 1921—1922 он также входил в правление университетской клиники. 6 мая 1922 года он был назначен профессором Марбургского университета и директором местной отоларингологической поликлиники. В 1927—1928 годах Вальтер Уффенорде состоял деканом (а в 1944 — заместителем декана) медицинского факультета. В 1927 году марбургская поликлиника получило новое здание. В 1938 году Уффенорде отказался вернуться на свое прежнее рабочее место в Геттингене; в 1945 году он ушел на пенсию.
В 1932 году Вальтер Уффенорде стал членом Леопольдины; в 1936—1937 годах он являлся председателем Общества немецких врачей-отоларингологов. Кроме того он был и редактором журнала «Отоларинголог» (нем. Hals-Nasen-Ohrenarzt). С 1933 года Вальтер Уффенорде состоял членом НСДАП; 11 ноября он был среди более 900 ученых и преподавателей немецких университетов и вузов, подписавших «Заявление профессоров о поддержке Адольфа Гитлера и национал-социалистического государства».

## Работы
- Beiträge zur Histologie der hyperplatischen Rachentonsille mit besonderer Berücksichtigung der Tuberkulose und Indication für die operative Entfernung (Dissertation, Leipzig 1903).
- Anzeige und Eingriffe an Hals, Nase und Ohr (1942).
- Sepsis nach Angina, 4. Aufl. 1951.